# Feltrino Montefeltro
Feltrino Montefeltro o Feltrano Montefeltro era el fill de Frederic I Montefeltro.
El 1352 va ser nomenat governador i conservador de Cagli (de fet senyor junt amb el seu germà Enric Montefeltro) però la senyoria li va ser arrabassada el 1354 pel cardenal Albornoz. El 12 de juliol del 1355 va ser nomenat vicari perpetu de Cagli.
Es va casar amb Chidda (anomenada Chidola) Malaspina, filla de Spinetto Malaspina, marquès de Verrucola. Va deixar set fills: Nolfo primer (mort jove) Nolfo segon (podestà de Fabriano el 1327, capità general de l'exèrcit venecià que combatia al comte de Gorízia el 1343), Spinetto (senyor del castell d'Uffogliano, destacat membre del partit güelf i que va tenir l'ajut del Cardinal Anglico, llegat a Itàlia del Papa), Galasso, Carlo, Corrado, i Agnès (casada amb Niccolò Montefeltro senyor de Monte Leone, morta un mesos després del casament el 1367).